# Demokrata Párt (Ciprus)
A Demokrata Párt (görögül: Δημοκρατικό Κόμμα (ΔΗΚΟ) röviden DIKO görög-ciprióta nacionalista, centrista párt a Ciprusi Köztársaságban.

## Politikai elhelyezkedése
A Demokrata Párt centrista irányvonalat képvisel. A párt alapításától kezdve a középtől valamelyest jobbra pozicionálta magát, ám Tásszosz Papadópulosz vezetésével 2003-ban némiképp balra tolódott.

## Története
A DIKO-t 1976-ban alapította Szpírosz Kiprianú. Az 1976-os választást a párt megnyerte, 21 helyet szerzett a 35 fős képviselőházban.
Makáriosz elnök halála után Kiprianú, mint a képviselőház elnöke, ügyvezető elnök lett, majd a ciklus hátralévő részére Ciprus elnökévé választották. 1978-ban és 1983-ban is megnyerte a újraválasztották a köztársasági elnöki posztra.
Ezt követően a párt a választásokon jellemzően a harmadik helyet szerezte meg az elsőségért vetélkedő jobboldali Demokrata Tömörülés és baloldali Progresszív Munkáspárt mögött.
2003-ban a párt elnökét Tásszosz Papadópuloszt választották meg a köztársaság elnökének. Papadópulosz egy cikluson át töltötte be az elnöki posztot.